# Сое Валдес
Сое Милагрос Валдес Мартинес (шп. Zoé Milagros Valdés Martínez; Хавана, 2. мај 1959) је кубанска песникиња, романописац, сценариста, филмски режисер и блогерка.

## Биографија
Сое Валдес је рођена 2. маја 1959. године у Хавани, у години тријумфа Фидела Кастра у Кубанској револуцији. Њен отац је напустио њену породицу док је Сое још била дете, тако да ју је одгојила мајка. Са седамнаест година написала је своју прву песничку збирку Одговори за живот (шп. Respuestas para vivir). Када је напустила школовање у Хавани 1984. године преселила се у Париз, где је радила у кубанској делегацији при Унеску, као и у канцеларији за културу кубанске амабасаде у Паризу. Крајем осамдесетих одлучила је да се врати у Хавану. У периоду 1990-1995 радила је као сценариста и заменик директора кубанског филмског магазина.  1993. године објавила је свој први роман Плава крв (шп. Sangre Azul). Разочарана ситуацијом на Куби 1995. године поново напушта Кубу са тадашњим супругом Рикардом Вегом (шп. Ricardo Vega), редитељем са којим има кћерку Атис Луну (шп. Attys Luna). Преселила се у Париз, а 1997. године добила је шпанско држављанство и уједно регулисала пребивалиште у Француској престоници. Осим шпанског, има и француско држављанство, а од стране државе Француске добила је Орден витеза за уметност и књижевност. Добила је и титулу почасног доктора наука Универзитета Валонсијен, као и Велику златну медаљу (фр. Grande Médaille de Vermeil) града Париза за допринос људским правима и изузетну књижевну каријеру.

## Награде
- за роман Морске вучице добила је Награду Фернандо Лара 2003. године
- за Вечност тренутка добила је Награду града Торевјеха 2004. године
- за роман Дала сам ти живот цео била је финалиста Награде Планета 1996. године[3]

## Дела преведена на српски
1. Свакодневно ништавило (1999. год.)  149803527
2. Кафе носталгија (2006. год.)  130718732
3. Морске вучице (2007. год.)  143687180
4. Амбасадорова кћи (2013. год.)  278112263
5. Жена која плаче (2014. год.)  207821580
6. Месец у кавезу (2016. год.)  224682508
7. Жена која плаче [звучни снимак] (2016. год.)  1538090951